# Толедо, Жозе
Жозе Гильерме Де Толедо (порт. Jose Guilherme De Toledo; род. 11 января 1994 года, Сан-Паулу) — бразильский гандболист, выступает за клуб «Вардар» из Северной Македонии и национальную сборную Бразилии.

## Карьера
Жозе Толедо начинал профессиональную карьеру в Бразилии. Летом 2014 года Толедо заключает трёхлетний контракт с испанским клубом «Гранольерс». В ноябре 2015 года Толедо заключил двухлетний контракт с польским клубом «Висла» (Плоцк).
За сборную Бразилии Толедо сыграл 82 матча и забил 216 голов.

## Награды
Командные
- Чемпион Панамериканских игр: 2016
- Серебряный призёр Панамериканских игр: 2018
- Чемпион Южноамериканских игр: 2018

## Статистика
Статистика Жозе Толедо
| Сезон   | Клуб        | Лига      | Матчи | Голы   | Голы | Голы  |
| Сезон   | Клуб        | Лига      | Матчи | С игры | 7-м  | Всего |
| ------- | ----------- | --------- | ----- | ------ | ---- | ----- |
| 2015/16 | Висла Плоцк | Суперлига | 16    | 46     |      |       |
| 2016/17 | Висла Плоцк | Суперлига | 25    | 47     |      |       |
| 2017/18 | Висла Плоцк | Суперлига | 34    | 101    |      |       |
| 2018/19 | Висла Плоцк | Суперлига | 30    | 87     |      |       |